# Artocarpus excelsus
Artocarpus excelsus är en mullbärsväxtart som beskrevs av Jarrett. Artocarpus excelsus ingår i släktet Artocarpus och familjen mullbärsväxter. Inga underarter finns listade i Catalogue of Life.